# 金田一郵便局
金田一郵便局（きんたいちゆうびんきょく）は岩手県二戸市にある郵便局である。民営化前の分類では無集配特定郵便局であった。局番号は83147。

## 概要
住所：〒028-5711 岩手県二戸市金田一字馬場106-1
かつては集配特定郵便局だったが、集配拠点の見直しにより、2004年（平成16年）3月1日付けで近隣の二戸郵便局（郵政民営化以降は郵便事業二戸支店）に集配事務が移管され、無集配局となった。

## 沿革
- 1877年（明治10年）6月 - 金田一郵便局（五等）として開設[1]。
- 1885年（明治18年）
  - 1月15日 - 廃止[2]。
  - 1月16日 - 金田一郵便受取所設置[3]。
- 1897年（明治30年）11月20日 - 廃止。
- 1912年（明治45年）7月1日 - 金田一郵便局（三等）として再設置。
- 1966年（昭和41年）2月27日 - 電話交換業務を金田一電話局に移管[4][5]。
- 1971年（昭和46年）4月20日 - 和文電報配達および電話の加入・料金に関する簡易な事務を岩手福岡電報電話局に移管。
- 2004年（平成16年）3月1日 - 集配業務を近隣の二戸郵便局に移管[6]。
- 2007年（平成19年）10月1日 - 民営化。
- 2012年（平成24年）10月1日 - 日本郵便株式会社発足。

## 取扱内容
- 郵便、印紙、ゆうパック、内容証明
- 貯金、為替、振替、振込、国債
- 生命保険、バイク自賠責保険
- ゆうちょ銀行ATM - 払込み対応

## 周辺
- 二戸市役所金田一出張所
- 二戸市立金田一コミュニティセンター
- 二戸市立金田一中学校
- 二戸市立金田一小学校
- 国道4号
- 国道395号

## アクセス
- IGRいわて銀河鉄道線 金田一温泉駅より徒歩約11分
- JRバス東北（軽米線）馬場停留所、もしくは二戸市バス（コミュニティバス） 金田一小前停留所下車
- 八戸自動車道 一戸ICから北へ約11km
- 駐車場あり：2台